# Râul Valea Săpunului
Râul Valea Săpunului este un curs de apă, afluent al râului Cibin care trece prin localitatea Sibiu.